# Zykloidgetriebe

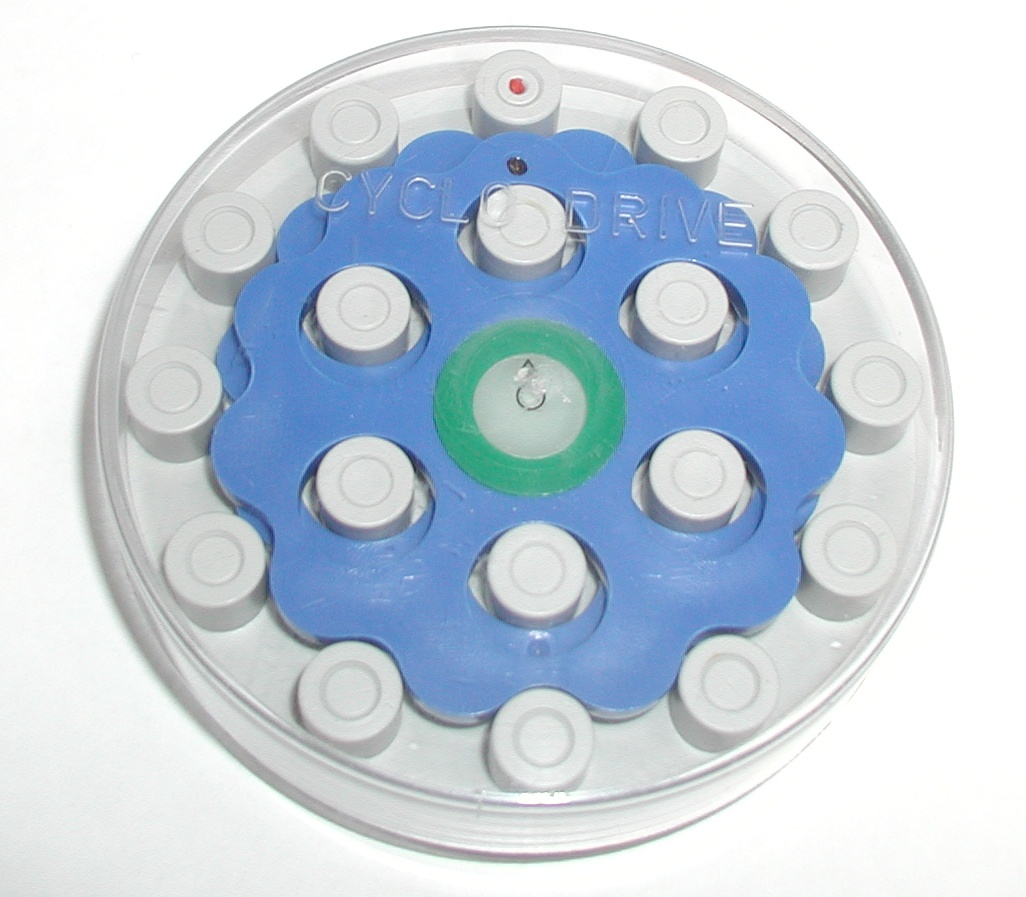
Modell eines Zykloidgetriebes

Animation eines Zykloidgetriebes

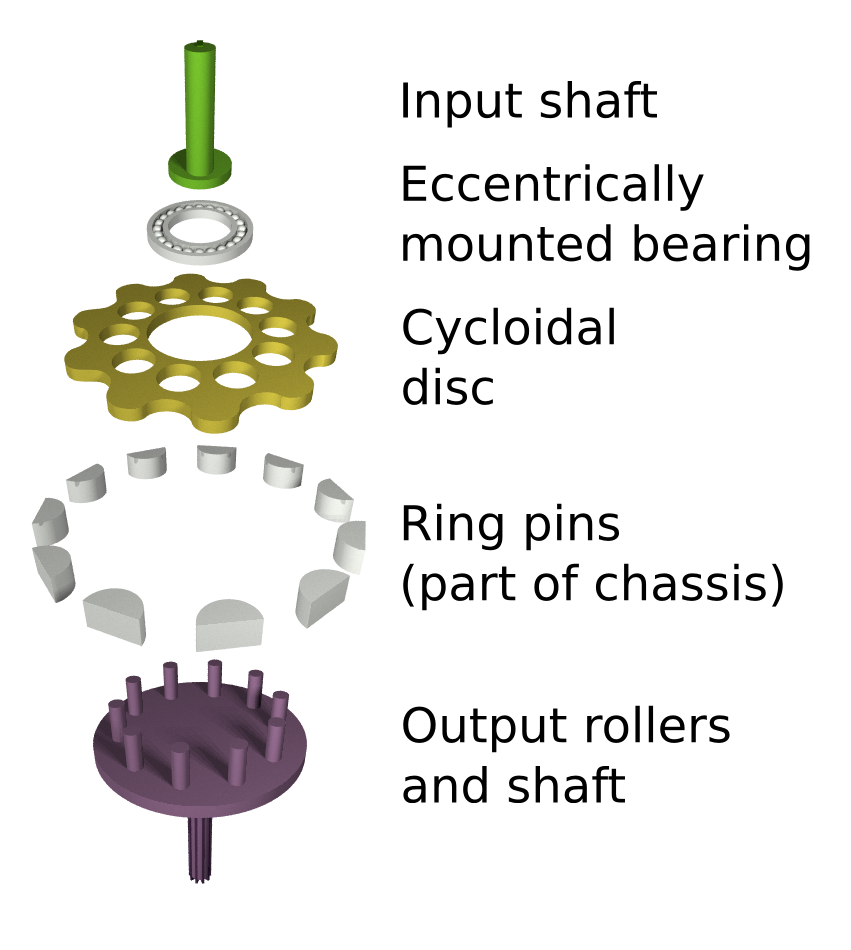
Komponenten eines 10:1-Zykloidgetriebes

Zykloidgetriebe sind Exzentergetriebe. Kurvenscheiben übertragen Drehmomente wälzend, daher kommen sie ohne Zahnräder aus und sind keinen Scherkräften ausgesetzt.
Schlagartige Ausfälle sind ausgeschlossen.
Für einen verschleißarmen Betrieb sorgen die gleichmäßige Lastverteilung innerhalb des Getriebes, die hohe Schockabsorption und der über Rollen und Kugellager hergestellte Kontakt zwischen der Zykloidenscheibe und dem Gehäuse. Das verlängert die Lebensdauer gegenüber anderen Getriebearten wie dem Schneckengetriebe, das Zahnspiel ist geringer und die Steifigkeit höher. Zykloidgetriebe werden zum Beispiel alternativ zu Schneckengetrieben für den Servomotorenantrieb vieler Rundtische eingesetzt.

## Funktionsweise
Ein Exzenter treibt eine Kurvenscheibe mit Kurvenabschnitten („Nocken“) der Anzahl {\displaystyle n} an, die sich in einem feststehenden Bolzenring mit {\displaystyle N=n+1} Bolzen abwälzt. Das Übersetzungsverhältnis entspricht in diesem Fall direkt der Anzahl der Nocken {\displaystyle n}. Im Allgemeinen ergibt sich das Übersetzungsverhältnis {\displaystyle i} aus dem Verhältnis der Anzahl der Nocken {\displaystyle n} und der Differenz zwischen Bolzenanzahl {\displaystyle N} und Nockenanzahl {\displaystyle n}:
{\displaystyle i={\frac {n}{N-n}}}
Die Kurvenscheibe wälzt sich dabei über die Bolzen des Bolzenrings ab. Pro Umdrehung des Antriebsrades bewegt sich der Abtrieb um einen Kurvenabschnitt weiter. So entstehen kleinere Drehzahlen entgegen der Antriebsrotation.
Die Zykloidenscheibe wird meistens mithilfe einer verkürzten Zykloide konstruiert, um die Exzentrizität der Scheibe und die damit verbundenen Unwuchtskräfte bei hohen Drehzahlen gering zu halten.
Darüber hinaus wirken diese Getriebe nicht selbsthemmend. Sie sind durch Überwinden eines definierbaren Losbrechmoments auch rückwärts eintreibbar.

## Spezielle Bauformen

### Mehrstufige Zykloidgetriebe
Um bei hohen Drehzahlen hohe Unwuchtskräfte zu minimieren, werden auch oftmals Mehrscheiben-Zykloidgetriebe benutzt. Dabei werden die Exzenterscheiben um 180° zueinander gedreht. Die Rollen der Rollenscheibe (Abtriebswelle) sind trotz der Verschiebung in beiden Stufen benutzt. Durch das Drehen der Exzenterscheiben gleichen sich die Unwuchtskräfte fast aus.
Um die Untersetzung exponentiell zu erhöhen, kann man auch zwei Zykloidgetriebe stapeln und miteinander verbinden. Dabei wird die (Rollenscheibe) Abtriebswelle einfach mit der (Exzenterwelle) Antriebswelle verbunden. Die Gesamtuntersetzung {\displaystyle U_{\text{ges}}} berechnet sich aus den einzelnen Untersetzungen {\displaystyle U_{1}} und {\displaystyle U_{2}} zu:
{\displaystyle U_{\text{ges}}=U_{1}\cdot U_{2}}

### Verkürzte Zykloide
In der Praxis werden oftmals verkürzte Zykloiden konstruiert. Das hat eine „weichere“ Kontur und eine verringerte Exzentrizität zur Folge. Dies macht man, weil bei hohen Umdrehungszahlen die starke Exzentrizität der Kurvenscheibe mit gewöhnlicher Zykloide enorm hohe Unwuchtskräfte zur Folge hat. Dies hat dann wiederum einen unruhigen Lauf zur Folge. Die Aussparungen der Kurvenscheibe mit gewöhnlicher Zykloide liegen auch deutlich enger aneinander als bei der verkürzten Zykloide. Dies kann bei hohen Schockkräften zu einer Verformung der Kurvenscheibe führen.

## Geschichte
Die Zykloidtechnologie geht zurück auf den deutschen Ingenieur und Konstrukteur Lorenz Braren. In den 1920er-Jahren entwickelte er das neuartige Getriebe, das schließlich den Namen Cyclo erhielt. Für diese Erfindung des Zykloidgetriebes erhielt er 1925 sein Patent. Daraufhin gründete er 1931 seine Firma Cyclo GmbH in München und stellte ab den 1930er-Jahren Zykloidgetriebe in Serie her. Dank der Lizenzvergabe 1937 an ein japanisches Unternehmen, das zur heutigen Firmengruppe Sumitomo Heavy Industries gehört, wurden ab 1939 auch in Japan die ersten Cyclo-Antriebe in Lizenz produziert. Seit 100 Jahren stehen diese Getriebe für höchste Präzision und Robustheit, besonders in Automation und Robotik. Das hinter dem Zykloidgetriebe stehende, einzigartige Cyclo-Prinzip prägt dabei bis heute die Produktpalette von Sumitomo Drive Technologies.